# (79978) 1999 CC158
(79978) 1999 CC158 est un objet transneptunien évoluant dans la région du disque des objets épars, au-delà de la ceinture de Kuiper, en résonance 5:12 avec Neptune.
(79978) 1999 CC158 a été découvert le 15 février 1999 à l'observatoire de Mauna Kea, à Hawaï, son diamètre est estimé à environ 300 km.